# Catherine Lacey (actriz)
Catherine Lacey (Londres, 6 de mayo de 1904–Ibidem, 23 de septiembre de 1979) fue una actriz teatral, cinematográfica y televisiva británica.

## Biografía

### Carrera
Nacida en Londres, Inglaterra, debutó en el teatro actuando junto a Patrick Campbell en The Thirteenth Chair, obra representada en el West Pier Brighton el 13 de abril de 1925. Su primera actuación en el circuito de los Teatros del West End llegó en julio de 1926, con Cock o' the Roost, llevada a escena en el Garrick Theatre.
Otras de las obras en las que participó en el West End fueron The Beetle (Strand Theatre, 1928), The Venetian (Little Theatre, 1931; su debut en el circuito de Broadway, en el Masque Theatre, fue con esa obra en el mismo año), The Green Bay Tree (St Martin's Theatre, 1933), After the Dance (St James' Theatre, 1939), The Late Edwina Black (Ambassadors Theatre, 1949), No habrá guerra de Troya (Apollo Theatre, 1955; en el Plymouth Theatre de Broadway representó la obra en el mismo año), The Tiger and the Horse (Queen's Theatre, 1960) y I Never Sang for My Father (Duke of York's Theatre, 1970).
Habiendo actuado en Stratford y en el Old Vic en 1935/36, ella volvió a ambas compañías en años posteriores – al Old Vic en 1951 (Clitemnestra en Electra) y 1962 (Aase en Peer Gynt, Emilia en Otelo), y a la Royal Shakespeare Company en 1967, encarnando a Volumnia en Coriolano y a la Condesa del Rosellón en A buen fin no hay mal tiempo.
Debutó en el cine en 1938 como una monja en el film de Alfred Hitchcock The Lady Vanishes. Otras importantes películas en las que participó fueron I Know Where I'm Going! (1945), The October Man (1947), Whisky Galore! (1949), El sirviente (1963) y The Fighting Prince of Donegal (1966), en la cual encarnaba a Isabel I de Inglaterra. En 1966/67 trabajó en dos notables filmes de horror, The Mummy's Shroud y la cinta de Michael Reeves The Sorcerers, protagonizada por Boris Karloff. Por esta última ganó el premio 'Asteroide de Plata' a la mejor actriz en el Festival de Cine de Ciencia Ficción de Trieste de 1968.
Ocho años antes había recibido en premio a la actriz del año concedido por la Academia Británica de las Artes Cinematográficas y de la Televisión.
Su debut televisivo tuvo lugar en 1938, en una producción de la BBC, The Duchess of Malfi, y su última actuación en el medio llegó en 1973 en el episodio de Play for Today Mrs Palfrey at the Claremont.

### Vida personal
Catherine Lacey falleció en Londres, Inglaterra, en 1979. Había estado casada con los actores británicos Roy Emerton y Geoffrey Clark.

## Teatro
- 1924-1925 : The Thirteenth Chair, de Bayard Veiller
- 1931 : The Venetian, de Clifford Bax
- 1931-1932 : Fire, de Ernita Lascelles, con Francis L. Sullivan
- 1935 : El mercader de Venecia, de William Shakespeare
- 1935-1936 : El rey Lear, de William Shakespeare
- 1936 : Waste, de Harley Granville Barker, con Felix Aylmer y Harcourt Williams
- 1937 : The Unquiet City, de Jean-Jacques Bernard
- 1938 : Marco Millions, de Eugene O'Neill; Dangerous Corner, de J. B. Priestley
- 1938-1939 : After the Dance, de Terence Rattigan
- 1939 : Major Barbara, de George Bernard Shaw, con Milton Rosmer
- 1939-1940 : Music at Night, de J. B. Priestley, con Milton Rosmer
- 1940-1941 : A buen fin no hay mal tiempo, de William Shakespeare, con Peter Glenville
- 1944-1945 : Jane Clegg, de St. John Ervine
- 1947-1948 : Hamlet, de William Shakespeare, con Allan Cuthbertson
- 1947-1948  : Un marido ideal, de Oscar Wilde; Hedda Gabler, de Henrik Ibsen; Hamlet y Otelo, de William Shakespeare; The Apple Orchard, de Leonid Leonov, con Allan Cuthbertson; The Second Mrs. Tanqueray, de Arthur Wing Pinero; The Linden Tree, de J. B. Priestley; You never can tell, de George Bernard Shaw; Great Expectations, adaptación de Alec Guinness a partir de Charles Dickens; Rain on the Just, de Peter Watling (temporada)
- 1948 : The Linden Tree, de J. B. Priestley
- 1948-1949 : The Late Edwina Black, de William Dinner
- 1950 : Queen Elizabeth, de Hugh Ross Williamson
- 1950-1951 : Electra, de Sófocles, con Leo McKern y Lee Montague
- 1951-1952 : The Day's Mischief, de Lesley Storm
- 1952-1953 : Pagan in the Parlour, de Franklin Lacey, dirección de James Whale, con Joss Ackland y Moyna MacGill
- 1955-1956 : No habrá guerra de Troya, adaptación de Christopher Fry, con Michael Redgrave, Diane Cilento, John Laurie y Nehemiah Persoff
- 1956 : Electra, de Jean Giraudoux
- 1958-1959 : Maria Stuart, de Friedrich von Schiller
- 1961 : Orestíada, de Esquilo
- 1962 : The Alchemist, de Ben Jonson; Otelo, de William Shakespeare; Peer Gynt, de Henrik Ibsen (temporada, con Adrienne Corri, Vernon Dobtcheff, Esmond Knight, Wilfrid Lawson, Leo McKern y Lee Montague)
- 1967 : Coriolano, de William Shakespeare, con Helen Mirren y Ian Richardson; Macbeth, con Ian Richardson
- 1968 : A buen fin no hay mal tiempo, de William Shakespeare, con Helen Mirren y Ian Richardson

## Selección de su filmografía

### Cine
- 1938 : The Lady Vanishes, de Alfred Hitchcock
- 1941 : Cottage to Let, de Anthony Asquith
- 1945 : I Know Where I'm Going!, de Michael Powell y Emeric Pressburger
- 1947 : The October Man, de Roy Ward Baker
- 1947 : The White Unicorn, de Bernard Knowles
- 1949 : Whisky Galore !, de Alexander Mackendrick
- 1957 : The Man in the Sky, de Charles Crichton
- 1960 : Crack in the Mirror, de Richard Fleischer
- 1961 : Shadow of the Cat, de John Gilling
- 1963 : El sirviente, de Joseph Losey
- 1967 : The Mummy's Shroud, de John Gilling
- 1967 : The Sorcerers, de Michael Reeves
- 1970 : La vida privada de Sherlock Holmes, de Billy Wilder

### Televisión
- 1971 : Cider with Rosy, telefilm de Claude Whatham